# Passion (film, 1919)
Pour les articles homonymes, voir Passion.
Pour plus de détails, voir Fiche technique et Distribution.
Passion (Madame du Barry, titre original allemand : Madame Dubarry) est un film muet allemand réalisé par Ernst Lubitsch, sorti en 1919. Pola Negri y tient le rôle de l'héroïne, Madame du Barry.

## Synopsis
Histoire d'amour entre deux personnages, histoire d'une femme du peuple qui réussit grâce à ses liaisons avec des hommes de pouvoirs à s'élever dans la société française de la dernière partie du XVIIIe siècle. Madame du Barry arrive notamment à intégrer la cour de Louis XV et à devenir la favorite de celui-ci. L'amour déçu, présent dans tout le film, est le moteur de l'action révolutionnaire.

## Fiche technique
- Titre : Passion
- Titre original : Madame du Barry
- Réalisation : Ernst Lubitsch
- Scénario : Norbert Falk et Hanns Kräly
- Photographie : Theodor Sparkuhl et Kurt Waschneck (assistés de Fritz Arno Wagner)
- Montage : Elfi Böttrich (nouvelle version)
- Musique : William Axt (1920) (non crédité), David Mendoza (1920) (non crédité), Alexander Schirmann (1920) et Hans Jönsson (1976) (non crédité)
- Direction artistique : Karl Machus et Kurt Richter
- Costumes : Ali Hubert
- Production : Paul Davidson
- Société(s) de production : Projektions-AG "Union"
- Distribution : Universum Film AG (UFA)
- Pays de production :  République de Weimar
- Langue : Allemand
- Format : Noir et Blanc - 35 mm - 1,33:1 - Film muet
- Genre : Drame historique
- Durée : 113 minutes
- Dates de sortie : 
  - République de Weimar : 18 septembre 1919 (Ufa-Palast am Zoo, Berlin)
  - États-Unis : 12 décembre 1920 (New York)

## Distribution
- Pola Negri : Jeanne Vaubernier - Madame du Barry
- Emil Jannings : Louis XV de France
- Harry Liedtke : Armand De Foix
- Eduard von Winterstein : Comte Jean Dubarry
- Reinhold Schünzel : Ministre Choiseul
- Else Berna : Comtesse Gramont
- Fred Immler : Richelieu
- Gustav Czimeg : Aiguillon
- Karl Platen : Guillaume Dubarry
- Bernhard Goetzke : Révolutionnaire
- Magnus Stifter : Don Diego
- Paul Biensfeldt : Lebel
- Willy Kaiser-Heyl : Colonel de la garde
- Alexander Ekert : Paillet